# Конрад III (Бургундия)
Конрад III Тихи (Konrad III; Konrad I; на френски: Conrad III de Bourgogne; Conrad le Pacifique; на италиански: Corrado il Pacifico; * ок. 925 в Арл; † 19 октомври 993, погребан в манастира Saint-André-de-Bas във Виен) от династията Велфи е от 937 г. до смъртта си крал на Горна Бургундия.
Конрад е син и престолонаследник на крал Рудолф II († 937) и Берта Швабска († 966). Той е брат на Аделхайд Бургундска и още като малолетен е избран и коронован за крал в Лозана.
Конрад III е бил женен два пъти. Неговата първа съпруга е Аделана, която умира пр. 23 март 963 г. С нея той има две деца:
- Куно/Конрад († сл. 966)
- Гизела († 21 юли 1007), омъжена пр. 972 г. за херцог Хайнрих II от херцогство Бавария († 995) и майка на император Хайнрих II.

Неговата втора съпруга от ок. 964 г. е Матилда Френска (* края на 943; † 26/27 януари 981/982, 992), дъщеря на западнофранкския крал Луи IV и Герберга Саксонска. С нея той има децата:
- Берта Бургундска (967; † 16 януари 1016), омъжва се за крал Робер II от Франция
- Матилда от Бургундия (* 969), вероятно омъжена за Роберт, граф на Женева
- Рудолф III (* 971; † 6 септември 1032), крал на Бургундия от 993
- Герберга Бургундска (* 965; † 1016), омъжена за Херман II, херцог на Швабия 988 г.

Освен това той има връзка с Алдиуда, съпругата на Анселм, и има с нея син, Бурхард II († 22 юни 1030 или 1031), който е през 953 г. пропст на Saint-Maurice-d’Agaune, 978 г. архиепископ на Лион.
По времето на управлението на Конрад неговото кралство е нападано от унгарците, от грабежни походи на големите сили и 939 г. от сарацините. През 975 г. успяват да спрат исламската инвазия в Прованс.
През 993 г. Конрад III умира и на трона го последва син му Рудолф III.